# Around and around
Around and around (ook wel Around & around, 'Round and 'round of Round and round genoemd) is een nummer dat is geschreven door de Amerikaanse zanger en gitarist Chuck Berry. Hij was ook de eerste die het nummer opnam, in de Chess Studios in Chicago op 28 februari 1958. Het verscheen op 31 maart 1958 als achterkant van de single Johnny B. Goode, een van de meest succesvolle nummers van Berry. Around and around is later opgenomen door vele andere artiesten, onder wie David Bowie, The Rolling Stones en The Animals.

## Het nummer
Een groepje mensen danst de rock-'n-roll en weet van geen ophouden. Het feestje gaat door tot zonsopgang en zelfs de politie lukt het niet om er een eind aan te maken.
Na de single van maart 1958 kwam het nummer nog terecht op het album Chuck Berry Is on top van juli 1959 en o.a. de verzamelalbums The best of Chuck Berry van 1996 en The Singles Collection van 2016. Een live-uitvoering staat op het verzamelalbum Live From Blueberry Hill van 2021.
In 2014 verschenen alle studio-opnamen van Chuck Berry op 16 cd's bij Bear Family Records: Rock and roll music – Any old way you choose it (The complete studio recordings ... plus!).

## Bezetting
De bezetting van het nummer was:
- Chuck Berry, zang, gitaar, tweede gitaar (overdub)
- Johnnie Johnson, piano
- Bob Bushnell, basgitaar
- Jasper Thomas, drums

## Versie van The Rolling Stones
De Britse popgroep The Rolling Stones nam Around and around op tijdens een sessie in de studio van Chess Records in Chicago op 11 juni 1964. Basgitarist Bill Wyman vertelt in zijn memoires dat Chuck Berry een deel van de opnamen bijwoonde, maar zegt niet expliciet dat hij bij de opname van dit nummer was.
De bezetting was:
- Mick Jagger, zang
- Keith Richards, gitaar
- Brian Jones, gitaar
- Bill Wyman, basgitaar
- Charlie Watts, drums
- Ian Stewart, piano

Around en around werd met vier andere nummers die op die dag waren opgenomen, op een extended play (ep) met de naam Five by five gezet, die op 14 augustus 1964 uitkwam in het Verenigd Koninkrijk. Op 17 oktober 1964 kwam in de Verenigde Staten, waar de ep niet was uitgebracht, een langspeelplaat (lp) 12 x 5 uit. Alle vijf nummers van de ep staan ook op de lp.
In Nederland kwam een aparte versie van Five by five uit, met maar vier nummers. Het instrumentale nummer 2120 South Michigan Avenue was weggelaten. Deze ep (Decca SDE 7501) was naamloos. Around and around kwam alleen in Nederland uit als single, als achterkant van Empty heart, ook een nummer van de ep (Decca AT 15 035). Het plaatje kwam niet verder dan een 47e plaats in de Nederlandse hitparade.
In 2004 werd de ep opnieuw uitgebracht op cd in de boxset Singles 1963-1965. Daarin is Five by five disc 6.
Around and around staat ook op het verzamelalbum Stone Age uit 1971. Een live-uitvoering staat onder andere op Love you live van 1977. Op On air staat een versie die op 24 juli 1964 live is gespeeld op de BBC-radio.

## Versie van David Bowie
De Britse zanger David Bowie nam het nummer in 1971 op voor zijn album The Rise and Fall of Ziggy Stardust and the Spiders from Mars, maar besloot het niet te gebruiken. Het vervangende nummer was Starman. Around and around (Bowie noemde het Round and round) werd in april 1973 alsnog uitgebracht als achterkant van Drive-in Saturday. Later verscheen Round and round op een aantal verzamelalbums en als bonustrack op de heruitgave op cd van The Rise and Fall of Ziggy Stardust and the Spiders from Mars van 2002.

## Andere covers
Er bestaan ongeveer veertig covers van het nummer. Vermeldenswaardig zijn:
- The Animals op hun debuutalbum The Animals uit 1964. Het nummer staat zowel op de Engelse als op de Amerikaanse versie. De groep bracht het liedje ook in de film Get yourself a college girl uit hetzelfde jaar.[11]
- Sonny Burgess op zijn album Tear it up! uit 2006.[12]
- Jad Fair en Kramer op het album Roll out the barrel van 1988.[13]
- The Germs voor de ep What we do is secret uit 1981 onder de titel Round and round.[14] De ep verscheen toen de groep al uit elkaar was.
- Een live-uitvoering door Grateful Dead staat op het dubbelalbum Steal Your Face van 1976.[15]
- Een live-uitvoering door Kingfish staat op het album Live 'n' kickin' uit 1977.[16] Een andere live-uitvoering staat op het dubbelalbum Kingfish in concert: King Biscuit Flower Hour uit 1995.[17] King Biscuit Flower Hour was het radioprogramma dat het concert uitzond.
- The Liverbirds voerden het nummer vaak live uit. Een uitvoering staat op From Merseyside to Hamburg – The complete Star-Club recordings, uitgebracht in 2010.[18]
- Pearl Jam op hun kerstplaat van 2017: Ten Club 2016: Alive/Around and Around.[19]
- Een live-uitvoering door Tom Petty & the Heartbreakers staat op het album Live at the Fillmore 1997, dat uitkwam in 2022.[20]
- The Swinging Blue Jeans op hun album Blue Jeans a’ swinging uit 1964[21] en op het verzamelalbum Good golly, Miss Molly! The EMI years 1963-1969 uit 2008.[22]
- Maureen Tucker op haar debuutalbum Playin' possum uit 1982.[23] Het nummer kwam in 1981 ook uit als single, een dubbele A-kant in combinatie met Will you love me tomorrow.[24]
- Waysted op het album The Good The Bad and The Waysted uit 1985.[25]

Normaal nam een Nederlandse bewerking van het nummer op voor het album De boer is troef uit 1983 onder de titel Kom op allemoal. De tekst is van Bennie Jolink en Bennie Migchelbrink.
Eddy Mitchell zong een Franse bewerking onder de titel Les ‘traine-tard’ et les rôdeurs op zijn album Made in USA uit 1975.
Around and around van Frizzle Sizzle (1988), Around and around van John Denver (1971) en Around and around van Kit Watkins (1993) zijn andere nummers.